# Thyolosnårskvätta
Thyolosnårskvätta (Chamaetylas choloensis) är en tätting i familjen flugsnappare.

## Utseende och läten
Thyolosnårskvättan är en liten (16 cm), trastliknande fågel. Ovansidan är varmt roströd, undersidan vit med grå anstrykning på ansikts- och halssidorna. De yttre stjärtpennorna är vitspetsade och de långa benen är skära. Liknande vitbröstad snårskvätta saknar de vita fläckarna på stjärten och förekommer inte i samma område. Lätet är ett mjukt "trrrp" och sången är mjuk och melodisk.

## Utbredning och systematik
Thyolosnårskvätta delas upp i två underarter med följande utbredning:
- choloensis – bergsskogar i södra Malawi (öster om Rift Valley)
- namuli – nordvästra Moçambique (Namulimassivet)

### Släktestillhörighet
Tidigare placerades arten tillsammans med aletherna i Alethe, men genetiska studier visar att de endast är avlägset släkt. Den och ytterligare tre arter lyftes därför ut till det egna släktet Pseudalethe. Sentida studier visar dock att Chamaetylas har prioritet.

### Familjetillhörighet
Liksom alla snårskvättor men även fåglar som rödhake, näktergalar, stenskvättor, rödstjärtar och buskskvättor behandlades vitbrynad snårskvätta tidigare som en trast (Turdidae), men genetiska studier visar att de tillhör familjen flugsnappare (Muscicapidae).

## Levnadssätt
Fågeln hittas i skogens undervegetation där den hoppar runt bland torra löv. Den födosöker ofta vid myrsvärmar och fångar där små leddjur som myrorna skrämmer upp. Det enda funna boet hittades fyra meter upp i en trädklyka. Den tros lägga ägg mellan september och januari.

## Status och hot
Thyolosnårskvättan har ett litet utbredningsområde och en liten världspopulation bestående av uppskattningsvis endast 2 500–10 000 vuxna individer. Den tros också minska i antal till följd av habitatförlust. Fågeln är därför upptagen på internationella naturvårdsunionen IUCN:s röda lista över hotade arter, kategoriserad som sårbar (VU).